# گریت سنکی
گریت سنکی (به انگلیسی: Great Sankey) یک محله مدنی و روستا در بریتانیا است که در Warrington واقع شده‌است. گریت سنکی ۲۴٬۲۱۱ نفر جمعیت دارد.